# Козлово Село
Козлово Село (рос. Козлово Село) — присілок в Андреапольському районі Тверської області Російської Федерації.
Населення становить 5 осіб. Входить до складу муніципального утворення Андреапольський округ.

## Історія
Від 2006 до 2019 року входило до складу муніципального утворення Торопацьке сільське поселення.

## Населення
| 2002 | 2010 |
| ---- | ---- |
| 0    | ↗5   |